# Joana Carlota de Anhalt-Dessau
Joana Carlota de Anhalt-Dessau (em alemão:  Johanna Charlotte; Dessau, 6 de abril de 1682 — Herford, 31 de março de 1750) foi princesa de Anhalt-Dessau por nascimento e marquesa de Brandemburgo-Schwedt pelo seu casamento com Filipe Guilherme de Branbemburgo-Schwedt, e mais tarde, princesa-abadessa de Herford.

## Família
Joana Carlota foi a oitava filha, décima e última criança nascida do príncipe João Jorge II de Anhalt-Dessau e da princesa Henriqueta Catarina de Orange-Nassau. Seus avós paternos eram João Casimiro de Anhalt-Dessau e Inês de Hesse-Cassel. Seus avós maternos eram Frederico Henrique, Príncipe de Orange e a condessa Amália de Solms-Braunfels.
Ela teve nove irmãos mais velhos, que eram: Amália Luísa; Henriqueta Amália; Frederico Casimiro; Isabel Albertina, primeiro foi abadessa-princesa de Herford e depois esposa de Henrique de Saxe-Weissenfels; Henriqueta Amália, esposa de Henrique Casimiro II de Nassau-Dietz; Luísa Sofia; Maria Leonor; Henriqueta Inês, e Leopoldo I de Anhalt-Dessau, marido de Ana Luísa Föhse.

## Biografia

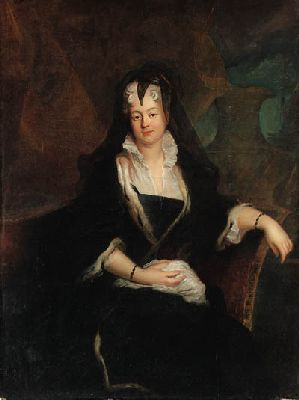
Joana Carlota retratada por Antoine Pesne.

No dia 25 de janeiro de 1699, ao dezesseis anos de idade, a princesa casou-se com o marquês Filipe Guilherme, de trinta anos em Oranienbaum, na Saxônia-Anhalt. Ele era filho de Frederico Guilherme, Eleitor de Brandemburgo e de Sofia Doroteia de Schleswig-Holstein-Sonderburg-Glücksburg.
Apesar de o casal possuir um palácio em Berlim, eles viviam principalmente em Schwedt. O marquês e a marquesa tiveram seis filhos. 
O marquês morreu em 1711, e Joana retornou a Berlim para cuidar da educação dos filhos.
Em 1729, aos quarenta e sete anos de idade, ela foi eleita abadessa da Abadia de Herford, posição que ocupou até o final de sua vida. Ela adicionou uma ordem secular a Abadia, e aceitou 17 cônegas.
A princesa faleceu em 31 de março de 1750, aos 66 anos de idade. Foi sepultada na Abadia de Herford. 

## Descendência
- Frederico Guilherme de Brandemburgo-Schwedt (17 de novembro de 1700 - 4 de março de 1771), um cavaleiro da Ordem da Águia Negra, foi marido da princesa Sofia Doroteia da Prússia. Teve descendência;
- Frederica Doroteia Henriqueta de Brandemburgo-Schwedt (1700 - 1701);
- Henriqueta Maria de Brandemburgo-Schwedt (1702 - 1782), esposa do príncipe hereditário, Frederico Luís de Württemberg. Teve descendência;
- Jorge Guilherme de Brandemburgo-Schwedt (1704 - 1704);
- Frederico Henrique de Brandemburgo-Schwedt (21 de agosto de 1709 - 12 de dezembro de 1788), foi marido de Leopoldina Maria de Anhalt-Dessau. Teve descendência;
- Carlota de Brandemburgo-Schwedt (1710-1712).